# Armenië op de Olympische Winterspelen 2010

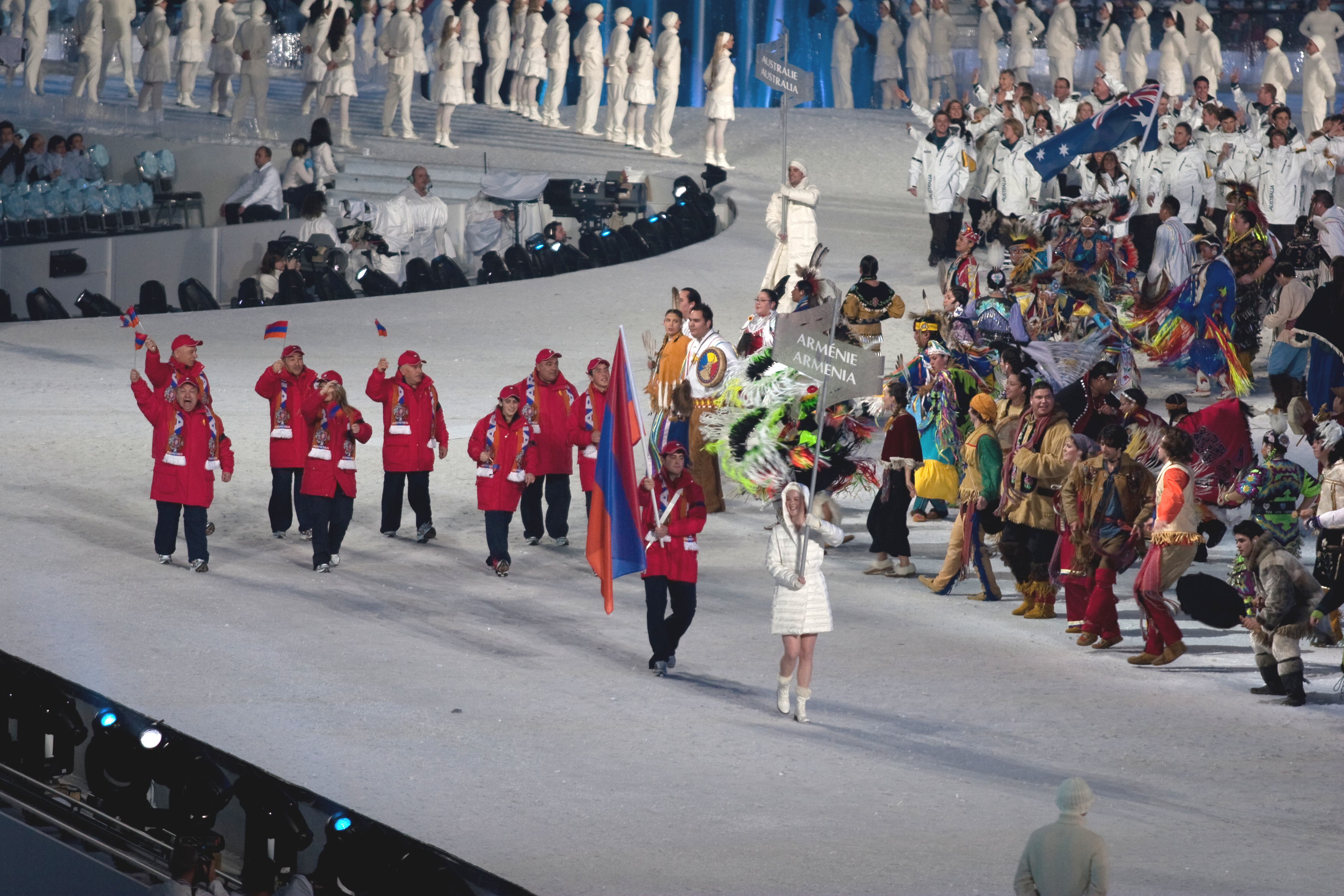
Het team van Armenië bij de opening

Tijdens de Olympische Winterspelen van 2010, die in Vancouver (Canada) werden gehouden, nam Armenië voor de vijfde keer deel aan de Winterspelen.

## Deelnemers en resultaten
(m) = mannen, (v) = vrouwen 

### Alpineskiën
| Olympiër                | Discipline       | Resultaat | Prestatie         |
| ----------------------- | ---------------- | --------- | ----------------- |
| Arsen Nersisyan         | reuzenslalom (m) | DNF-1     | run 1: opgave     |
| Arsen Nersisyan         | slalom (m)       | DSQ       | gediskwalificeerd |
|                         |                  |           |                   |
| Ani-Matilda Serebrakian | reuzenslalom (v) | DNF-1     | run 1: opgave     |
| Ani-Matilda Serebrakian | slalom (v)       | DSQ       | gediskwalificeerd |

### Langlaufen
| Olympiër             | Discipline            | Resultaat | Prestatie         |
| -------------------- | --------------------- | --------- | ----------------- |
| Sergey Mikayelyan    | 15 km vrije stijl (m) | 70e       | 37.58,9 (+4.22,6) |
|                      |                       |           |                   |
| Kristine Khachatryan | 10 km vrije stijl (v) | 76e       | 34.17,5 (+9.19,1) |

Albanië · Algerije · Andorra · Argentinië · Armenië · Australië · Azerbeidzjan · België · Bermuda · Bosnië en Herzegovina · Brazilië · Bulgarije · Canada · Chili · China · Chinees Taipei · Colombia · Cyprus · Denemarken · Duitsland · Estland · Ethiopië · Finland · Frankrijk · Georgië · Ghana · Griekenland · Groot-Brittannië · Hongarije · Hongkong · Ierland · IJsland · India · Iran · Israël · Italië · Jamaica · Japan · Kaaimaneilanden · Kazachstan · Kirgizië · Kroatië · Letland · Libanon · Liechtenstein · Litouwen · Macedonië · Marokko · Mexico · Moldavië · Monaco · Mongolië · Montenegro · Nederland · Nepal · Nieuw-Zeeland · Noord-Korea · Noorwegen · Oekraïne · Oezbekistan · Oostenrijk · Pakistan · Peru · Polen · Portugal · Roemenië · Rusland · San Marino · Senegal · Servië · Slovenië · Slowakije · Spanje · Tadzjikistan · Tsjechië · Turkije · Verenigde Staten · Wit-Rusland · Zuid-Afrika · Zuid-Korea · Zweden · Zwitserland